# Волков, Валерий Александрович
Валерий Алекса́ндрович Во́лков (1 мая 1928, Фергана, Узбекистан — 6 апреля 2020, Москва) — советский и российский художник, искусствовед, художественный критик и педагог.

## Биография
Валерий Александрович Волков родился в Фергане в 1928 году. Отец — Александр Николаевич Волков, народный художник Узбекистана, преподаватель Ташкентского художественного училища. Мать — Елена Семеновна Волкова (урожд. Мельникова), школьный преподаватель. Детство Волкова пришлось на годы Великой Отечественной войны.
Посещал курсы повышения квалификации для молодых узбекских художников при Союзе художников Узбекистана в Ташкенте, где преподавал профессор Московского художественного института Михаил Федорович Шемякин. В 1944—1947 годах Валерий Александрович учился в Ташкентском художественном училище у отца. Параллельно он начал изучать историю искусств у профессора-востоковеда В. М. Зуммера, и в 1947 году был принят без экзамена на искусствоведческое отделение Среднеазиатского государственного университета в Ташкенте. Окончил его в 1952 году с дипломом искусствоведа. Изучение истории искусств в университете совмещал с занятиями живописью.
С 1949 года постоянный участник отечественных и международных выставок. С 1949 года член Союза художников Узбекистана. С 1956 года член Союза художников СССР.
В 1966 году дом Волкова в Ташкенте был разрушен землетрясением. Он с семьёй переехал жить в Москву.
В 1969 году состоялась первая персональная выставка в Москве, в Государственной библиотеке иностранной литературы, на которой были представлены произведения, созданные по следам впечатлений от поездки во Францию. Они вызвали серьёзные претензии со стороны руководства МОСХа с угрозой исключения художника из организации и запрета профессиональной деятельности. В защиту Волкова выступил коллекционер Г. Д. Костаки. После этого инцидента работы Волкова практически не выставлялись в СССР в течение 10 лет.
В 1996 году состоялась выставка «В поисках свободы…» в Третьяковской галерее, где были представлены переданные Волковым в дар галерее литографии художника-абстракциониста русского происхождения А. М. Ланского и живописные произведения самого Валерия Александровича. В каталоге выставки опубликованы воспоминания Волкова о знакомстве с А. М. Ланским.

## Поездки
С 1966 года Волков совершает частые творческие поездки в Узбекистан, Францию, Италию, Англию, Турцию, Египет, США.
В 1966 году, благодаря жене, Светлане Юрьевне Завадовской, специалисту по французской и итальянской литературе, состоялась первая поездка за рубеж — во Францию. В Париже он встретился с художником А. М. Ланским. Встреча состоялась благодаря рекомендательному письму, которое направила Ланскому Юлия Николаевна Рейтлингер, и в дальнейшем знакомство двух художников переросло в дружбу и переписку. Благодаря знакомству с Надей Леже, в эту же поездку Волков посещает Марка Шагала в его мастерской на юге Франции, неподалеку от Сан-Поль-де-Ванса. Позднее, уже в 1978 году, Валерий Волков написал портрет Шагала, а также оставил о нём воспоминания. Супруги также посетили замок в Провансе, рядом с Менербом, где жил и работал художник-абстракционист русского происхождения Никола де Сталь, к тому времени уже покойный. По впечатлениям от поездки Волков создал «французский» цикл работ.
В 1988 году в течение трех месяцев Волков жил и работал в Египте. По завершении поездки в Советском культурном центре в Каире состоялась его персональная выставка. По впечатлениям от путешествия в Египет Волков создал серию произведений: «Большой Каир. Ночные арабески» (1988—1989), «Улица Каира» (1988), «Вечер в старом квартале Каира» (1989), «Пороги Нила» (1990), «Солнце Асуана» (1989).
На рубеже 1995—1996 годов состоялась трехмесячная поездка в США с выставками в Вашингтоне и Нью-Йорке.
В 2000 году поездка в Испанию — Волков посетил Мадрид, Наварру, Памплону. По впечатлениям от поездки была создана живописная работа «Наварра» (2000, собрание Нижнетагильского музея изобразительных искусств).

## Творчество
На формирование Волкова как художника решающее влияние оказала личность отца, А. Н. Волкова. Через него Валерий воспринял традиции авангарда, классическое искусство и культуру Востока. В доме часто бывали ученики отца, входившие в творческую группу молодых художников «Бригада Волкова» — Н. Г. Карахан, А. Ф. Подковыров, П. Щеголев, У. Т. Тансыкбаев. Чувство цвета у Волкова-художника сформировалось под влиянием детских воспоминаний о ярком мире Средней Азии.
До 1960-х годов Волков работал в рамках фигуративной живописи. В начале 1960-х годов художник обращается к абстракции. Знаковой для этого периода стала картина «Красное пятно» 1963 года. Близкая по живописной манере к абстрактному экспрессионизму, в частности, к работам Никола де Сталя, картина была выполнена Волковым до его знакомства с работами этого мастера. «Мои цветовые принципы формировались в солнечной Азии. Там было написано „Красное пятно“, „Гранаты и солнце“ и многое другое». Сейчас картина находится в собрании Государственной Третьяковской галереи.
Связи с зарубежными художниками и знакомство с современным западным искусством укрепили интерес Волкова к абстракции. Вернувшись из Франции в Москву в 1966 году, Волков создает такие полотна как «Калейдоскоп», «Париж», «Ницца». Абстрактное полотно «Калейдоскоп» написано на основе реальных впечатлений от Шартрского собора (приобретена в собрание галереи Грегори, США). В зрелом творчестве Волкова переплелись принципы европейского абстрактного искусства и восточная культура с её контрастами и декоративностью.
Свои эксперименты в области абстракции сам Волков определил как «нефигуративный реализм» — «Realisme non-Figuratif». Его абстрактная живопись основывалась на реальных зрительных впечатлениях автора. Этот принцип иллюстрируется историей возникновения картины «Ночной Неаполь», рассказанной женой художника:
```
Вечерело. Мы сошли с парохода и увидели ослепительно белую повозку. Итальянец, продавец арбузов, лампочкой осветил одну ярко-красную дольку, а на картине впоследствии возник бархат ночи, белизна повозки и сочное красное пятно арбуза. Так родилась абстрактная композиция. 
```

— С.Ю. Завадовская. Валерий Александрович Волков: к 90-летию со дня рождения. «Судьбы скрещения…» // Золотая палитра. - 2017. - №1 (16). С. 32.
Как искусствовед, Волков имел широкие познания в мировом изобразительном искусстве, где также находил своих учителей. Обращение к творчеству Рембрандта проявилось в портретах и автопортретах Волкова 1970—1980-х годов, отличающихся «рембрандтовским» светом. Среди них — портрет жены «Женщина в зеленом» (1973—1978), о котором Ю.М. Лотман сказал, увидев его на выставке в Тарту в 1979 году: «Если бы художник XVIII века жил сегодня, то он бы написал именно так».

### Техника работы
Волков работал в технике многослойной живописи, делая на холсте широкие красочные подложки перед работой над более подробными оттенками. Свою манеру письма, заключавшуюся в столкновении контрастных цветов, нанесенных ударами кисти на холст, художник называл «ударной запечатленностью».

### Темы и мотивы произведений
Образы Востока и Средней Азии занимают главное место в творчестве Валерия Волкова. Гранат как восточный образ-символ постоянно появляется в его работах: «Гранаты и солнце» 1961 года, «Гранаты» 1973 года, и «Три граната» 2009 года. В начале 1960-х годов он обращается к темам из народной жизни Востока, создает цикл «канатоходцев»: пишет бродячих актёров, клоунов, канатоходцев — маскарабозов. В поездках по Средней Азии родилась серия картин «Восточные базары».
Волков создал ряд автопортретов: «Автопортрет в ферганском халате» (1975), «Автопортрет в тюрбане» (1981), «Живописец» (1980—1981), «Автопортрет» (2002), автопортрет «Старый мастер» (2010) и многие другие. В этом частично проявился диалог с творчеством отца, А. Н. Волкова, так же оставившего серию автопортретов.
Важную роль в творчестве Волкова играет портретный жанр: «Портрет Александра Парниса с кошкой. Зеркало футуризма» (2008), серия портретов жены, С. Ю. Завадовской: «На даче» (1975), «Женщина в зеленом» (1973—1978), «Царица Мероэ» (2007).

### Отношение к официальному искусству
В советское время творчество В. А. Волкова не получило признания на официальном уровне. Он не примыкал к магистральным течениям своего времени — соцреализму и неофициальному искусству, и был обособлен среди московских художников.
Вслед за отцом, который в 1930-е годы возглавлял «бригаду Волкова», Валерий Александрович возглавил «вторую бригаду Волкова», в которую вошли его младший брат, живописец и скульптор Александр, живописец Евгений Николаевич Кравченко и ташкентский скульптор Д. С. Рузыбаев. Вплоть до распада Советского Союза этим составом они ежегодно совершали поездки по Туркестану и Узбекистану.
На протяжении всей жизни Валерий Волков занимался сохранением творческого наследия своего отца и многое сделал для его изучения и популяризации. Вместе с братом, А. А. Волковым, проводил выставки отца, публиковал каталоги и поэтическое наследие А. Н. Волкова. В 1977 году в Москве, в Музее искусств народов Востока они организовали выставку «Восток и русское искусство. Конец XIX — начало XX века», которая впервые за долгое время представила широкой публике имя А. Н. Волкова.
Братья поддерживали деятельность искусствоведа И. В. Савицкого и приняли активное участие в создании коллекции Музея искусств в Нукусе, куда семья передала ряд работ А. Н. Волкова.

## Теоретическое наследие
Валерий Волков — автор ряда статей и публикаций по вопросам искусства.
Оставил размышления о ремесле живописца и природе живописи в альбоме-дневнике художника под заголовком «REALISME NON-FIGURATIF», в котором он вспоминает так же о поездках во Францию и общении с французскими художниками (1960—1971, Ташкент-Париж-Москва. Альбом, фломастер, 27х20 см).

## Преподавательская деятельность
- 1970—1980 преподавал живопись и композицию в Московском государственном художественном училище памяти 1905 года, профессор.
- 1993—1998 преподавал и являлся художественным руководителем факультета живописи в Институте Художественного Творчества в Москве.

## Семья
- жена — Светлана Юрьевна Завадовская (1935—2022), дочь востоковеда Юрия Николаевича Завадовского.
- сын — Николай (1961—1969).
- младший брат — художник Александр Александрович Волков (р. 1938).
- племянники — художник Андрей Александрович Волков (р. 1968) и Дмитрий Александрович Волков.

## Выставки
1949 — выставка графических работ в Среднеазиатском университете.
1961 — первая персональная выставка в Ташкенте.
1969 — персональная выставка в Государственной библиотеке иностранной литературы, Москва.
1973 — групповая выставка «второй бригады» Волкова — В. А. Волкова, А. А. Волкова, Е. Н. Кравченко, Д. С. Рузыбаева в Государственном музее искусств в Нукусе (Каракалпакская АССР).
1974 — Персональная выставка и выступление «Размышления о живописи» в клубе живописцев МОСХа, Москва.
1979 — персональная выставка в Музее искусств в Тарту, Эстония.
1991 — выставка «Художники Волковы. Три поколения» в выставочном зале «Ковчег», Москва.
1992 — персональная выставка в галерее Грегори в Вашингтоне, США.
1994—1995 — групповая выставка «Династия Волковых» в галерее Грегори в Вашингтоне, США.
1995 — участие в групповой выставке «От ГУЛАГа до Гласности: нонконформисткое искусство из СССР» в Художественном музее Зиммерли при Ратгерском университете, Нью-Джерси, США.
1996 — выставка «В поисках свободы…» (совместно с А. М. Ланским) в Третьяковской галерее, Москва.
2003 — персональная выставка к 75-летию в Историко-архитектурном и художественном музее «Новый Иерусалим», Истра. Персональная выставка «Художник и модель», Болгарский культурный центр, Москва.
2005 — Выставка «Творческая Династия Волковых» в «Галерее Мастеров», Москва
2008 — выставка «Встреча» (совместно с О. А. Соколовой) к 80-летию В. А. Волкова в Историко-архитектурном и художественном музее «Новый Иерусалим», Истра.
2012 — персональная (совместно с А. А. Волковым) выставка «Наследники русского востока», Государственный музей искусств народов Востока, Москва.
2018 — персональная выставка «Пантомима цвета» к 90-летию со дня рождения художника в Галерее современного искусства Art Story, Москва.

## Работы находятся в собраниях
Работы В. А. Волкова находятся в собраниях ГТГ, Государственного музея искусства народов Востока, музея «Новый Иерусалим», Нижнетагильского музея изобразительных искусств, Государственного музея искусств им И. В. Савицкого, Музее искусств Узбекистана, музеев Архангельска, Запорожья, Новокузнецка, Ферганы, Самарканда, галереи Грегори, Художественного музея Зиммерли при Ратгерском университете в США, в частных коллекциях России, Франции, Италии, Англии, Египта, Канады, США, Австралии.